# Cratere Scarlatti
Scarlatti è un cratere da impatto sulla superficie di Mercurio.
Il cratere è dedicato ai compositori italiani Alessandro e Domenico Scarlatti, rispettivamente padre e figlio.